# Hamilton Bay
Die Hamilton Bay ist eine kleine Bucht an der Mündung des Salomon-Gletschers im Südosten Südgeorgiens. Ihre Einfahrt liegt 650 m nordöstlich der Einfahrt zum Drygalski-Fjord.
Der South Georgia Survey nahm zwischen 1951 und 1957 Vermessungen vor. Das UK Antarctic Place-Names Committee benannte die Bucht 1958 nach James E. Hamilton (1893–1957), Naturforscher auf den Falklandinseln, der zwischen 1925 und 1928 für die britischen Discovery Investigations tätig war.